# Ribes ciliatum
Ribes ciliatum är en ripsväxtart som beskrevs av Alexander von Humboldt, Amp; Bonpl., Johann Jakob Roemer och Schult.. Ribes ciliatum ingår i släktet ripsar, och familjen ripsväxter. Inga underarter finns listade i Catalogue of Life.